# Del Rey (Californie)
Pour les articles homonymes, voir Del Rey.
Del Rey est une census-designated place des comtés de Fresno et de Placer, dans l'État de Californie, aux États-Unis,. En 2020, elle compte une population de 1 358 habitants.